# Filipijnse verkiezingen 1969
Op 11 november 1969 werden de Filipijnse verkiezingen 1969 georganiseerd. De Filipijnse stemgerechtigden kozen op deze dag op landelijk niveau nieuwe bestuurders. Er werden verkiezingen gehouden voor de posities van president en vicepresident van de Filipijnen en tevens werden acht nieuwe leden van de Filipijnse Senaat gekozen en meer dan honderd afgevaardigden van het Filipijns Huis van Afgevaardigden. De nieuw gekozen senatoren en afgevaardigden vormden samen met de acht in de verkiezingen van 1965 gekozen senatoren en de acht in de verkiezingen van 1967 senatoren het 7e Filipijns Congres. Verantwoordelijk voor de uitvoering van deze verkiezingen was het onafhankelijke orgaan COMELEC. 

## Presidentsverkiezingen
| Nr. | Kandidaat             | Politieke partij               | Aantal stemmen |
| --- | --------------------- | ------------------------------ | -------------- |
| 1.  | Ferdinand Marcos      | Nacionalista Party             | 5.017.343      |
| 2.  | Sergio Osmeña jr.     | Liberal Party                  | 3.143.122      |
| 3.  | Pascual Racuyal       | Onafhankelijk                  | 778            |
| 4.  | Segundo Baldovi       | Partido ng Bansa               | 177            |
| 5.  | Pantaleon Panelo      | Onafhankelijk                  | 123            |
| 6.  | German Villanueva     | Onafhankelijk                  | 82             |
| 7.  | Gaudencio Bueno       | New Leaf Party                 | 44             |
| 8.  | Angel Comagon         | Onafhankelijk                  | 31             |
| 9.  | Cesar Bulacan         | Onafhankelijk                  | 23             |
| 10. | Espiridion Buencamino | Nacionalista Party             | 23             |
| 11. | Nic Garces            | Philippine Pro-Socialist Party | 23             |
| 12. | Benilo Jose           | Onafhankelijk                  | 23             |
|     |                       |                                |                |

## vicepresidentsverkiezingen
| Nr. | Kandidaat        | Politieke partij   | Aantal stemmen |
| --- | ---------------- | ------------------ | -------------- |
| 1.  | Fernando Lopez   | Nacionalista Party | 5.001.737      |
| 2.  | Genaro Magsaysay | Liberal Party      | 2.968.526      |
|     |                  |                    |                |

## Senaatsverkiezingen
| Nr. | Kandidaat        | Politieke partij   | Aantal stemmen |
| --- | ---------------- | ------------------ | -------------- |
| 1.  | Arturo Tolentino | Nacionalista Party | 4.826.809      |
| 2.  | Gil Puyat        | Nacionalista Party | 4.609.233      |
| 3.  | Jose Diokno      | Nacionalista Party | 4.566.353      |
| 4.  | Lorenzo Sumulong | Nacionalista Party | 4.204.044      |
| 5.  | Ambrosio Padilla | Liberal Party      | 3.999.662      |
| 6.  | Gerardo Roxas    | Liberal Party      | 3.952.644      |
| 7.  | Rene Espina      | Nacionalista Party | 3.668.334      |
| 8.  | Mamintal Tamano  | Nacionalista Party | 3.458.193      |
| 9.  | Rafael Palmares  | Nacionalista Party | 3.393.677      |
| 10. | Edgar Ilarde     | Liberal Party      | 3.154.908      |
| 11. | Rodolfo Ganzon   | Nacionalista Party | 2.799.849      |
| 12. | Tecla Ziga       | Liberal Party      | 2.742.113      |
|     |                  |                    |                |